# Hi-Fi Rush
Hi-Fi Rush è un videogioco musicale del 2023, sviluppato da Tango Gamework e pubblicato da Bethesda Softworks per Xbox Series X e Series S e Microsoft Windows. Dal 19 marzo 2024 è disponibile una versione per PlayStation 5.

## Trama
Chai, un ragazzo di 25 anni con un braccio robotico e il sogno di diventare una rockstar, arriva al campus della Vandelay Technologies per fare volontariato per il Progetto Armstrong, un programma di test per la sostituzione cibernetica degli arti. Un incidente impianta il lettore musicale di Chai nel suo petto, facendogli percepire un ritmo continuo. In seguito all'episodio, Chai viene etichettato come difettoso e le forze di sicurezza robotiche della struttura lo inseguono.
Chai scopre che il suo nuovo braccio contiene un bastone da spazzino elettromagnetico, che usa per attirare dei pezzi di scarto e modellarvi un'arma simile a una chitarra. Mentre cerca una via di fuga, incontra una gatta robotica di nome 808 e viene aiutato da una ragazza di nome Peppermint, che comunica attraverso la gatta e lo guida al suo nascondiglio. Lì, Peppermint si offre di aiutare Chai a fuggire se accetta di aiutarla a indagare su una cospirazione dietro il Progetto Armstrong, e i due si alleano.
Chai aiuta Peppermint ad accedere a un computer esecutivo della Vandelay e a conoscere SPECTRA, un programma di intelligenza artificiale che utilizza gli impianti cibernetici della Vandelay come backdoor per controllare la mente degli individui a cui vengono impiantati. I due escogitano un piano per disattivare SPECTRA recuperando le chiavi di accesso da ciascuno dei dirigenti dell'azienda, incluso il CEO, Kale Vandelay. Mentre perseguono i loro obiettivi, reclutano diversi alleati, tra cui Macaron, l'ex capo della divisione di ricerca e sviluppo della Vandelay, il suo schietto robot psicologo CNMN (pronunciato "Cinnamon"), e il capo della sicurezza della Vandelay, Korsica.
Durante l'esplorazione di un museo della Vandelay Technologies, Peppermint rivela di essere la sorella di Kale; sua madre Roxanne, la fondatrice della Vandelay, l'ha incoraggiata ad andarsene di casa e trovare la sua strada, ma Peppermint è tornata dopo che Kale ha preso il controllo dell'azienda.
Mentre il gruppo insegue Kale, il loro obiettivo ultimo, incontra Roxanne ma scopre che è controllata da Kale. Kale intrappola il gruppo e spiega che intende utilizzare il Progetto Armstrong per controllare le abitudini di acquisto degli utenti. Chai libera i suoi amici dalla trappola e combatte contro Kale, sconfiggendolo e disattivando SPECTRA.
Successivamente, Roxanne viene ripristinata come CEO della Vandelay Technologies e a Peppermint e Chai viene offerto un lavoro all'interno dell'azienda. Più tardi, Chai e i suoi amici si riuniscono per guardare il tramonto mentre lui si esercita a suonare la chitarra, in modo da avere una carriera di riserva.
Gli eventi dopo la storia principale rivelano che SPECTRA ha iniziato a riavviarsi da solo, con un modello che sembra essere una replica di Kale; tuttavia si spegne inaspettatamente dopo che un robot di pulizia stacca accidentalmente la spina di alimentazione. Chai dichiara risolto il problema e lascia una nota avvertendo di non toccare la spina.

## Modalità di gioco
Hi-Fi Rush è un rhythm game, in cui il protagonista Chai, i suoi nemici, i suoi alleati e alcune parti dell'ambiente di gioco si muovono a ritmo.
Nonostante le azioni si sincronizzino automaticamente con la colonna sonora, spostandosi a ritmo e premendo i tasti al momento giusto il giocatore infligge danni maggiori ai nemici. Parare gli attacchi nemici premendo il pulsante corrispondente al momento giusto consente di annullarli.
Il gioco presenta alcune meccaniche da picchiaduro e dei minigiochi basati sul ritmo, in cui i giocatori ripetono dei segnali in modalità botta e risposta o premono dei pulsanti in sequenza seguendo le indicazioni sullo schermo.
La mappa di gioco è lineare e rappresenta le varie divisioni della società, e ogni divisione si basa su un particolare stile musicale. Oltre al combattimento, il gioco presenta anche alcuni elementi platform, oltre a un sistema di potenziamenti che consente di sbloccare nuove mosse, abilità e vantaggi, che possono essere acquistati con i congegni, una valuta di gioco guadagnata in combattimento o esplorando i livelli. I miglioramenti permanenti alla salute e all'indicatore delle mosse speciali compaiono anche in giro per la mappa sotto forma di oggetti collezionabili.

## Personaggi

### Personaggi principali
Chai: il protagonista del gioco. Un fannullone dalle ambizioni esagerate, ha aderito al Progetto Armstrong per realizzare il suo sogno di diventare una rockstar, poiché disabile ad un braccio.
Per una casualità, il suo lettore musicale viene fuso al suo impianto robotico, permettendogli di sentire il "ritmo del mondo" e donandogli un sesto senso che gli permette di andare a tempo con la musica e di attaccare o eseguire azioni sempre al momento giusto. Possiede un braccio robotico che contiene un bastone raccogli-rifiuti, che gli permette di attirarvi frammenti di metallo, dandogli una forma che ricorda una chitarra a V e permettendo di usarlo come mazza; a volte si trasforma in una vera chitarra quando Chai infligge il colpo di grazia a un boss.
Ha un carattere rilassato, spiritoso e accomodante, ma non brilla per intelletto, facendo battute quasi sempre in momenti inopportuni. Dopo aver soccorso 808, la gatta di Peppermint, si unisce a lei per sventare la cospirazione della Vandelay.
808: una gatta robot creata da Peppermint per indagare indisturbata all'interno della Vandelay Technologies. Ha l'aspetto di una gatta nera, con un collare con una targhetta dalla forma di un kanji cinese, oltre ad avere diversi segni blu luminosi su zampe, coda e occhi.
Quando si sincronizza con Chai lo prende molto in simpatia, posando spesso con lui o imitando mosse di karate. Oltre a questo, normalmente si comporta come un gatto normale. Peppermint e gli altri la usano per comunicare con Chai durante il gioco, e i colori delle sue luci cambiano a seconda di chi parla.
Peppermint: la co-protagonista del gioco e la creatrice di 808, collaborerà con Chai dopo che questi soccorre la sua gatta e ne riconosce le potenzialità. Peppermint è una ragazza intelligente, coraggiosa e determinata, dal forte sarcasmo e con tendenze irascibili, ma dotata di un gran cuore. Le sue abilità spaziano dall'hacking alla robotica, oltre ad essere un'eccellente tiratrice. Prima degli eventi del gioco ha subito un incidente ed è stata costretta a sostituire la sua gamba destra con una protesi robotica.
È intenzionata a svelare le macchinazioni della Vandelay e scoprire la verità su SPECTRA. Quando la si sblocca, può essere evocata per abbattere gli ostacoli con le sue pistole, oppure in battaglia per abbattere i campi di forza dei nemici. Verso la fine della storia si scopre che è la figlia minore di Roxanne Vandaley, precedente CEO della Vandelay e sorella di Kale. A differenza di suo fratello maggiore Kale, decise di andare per la sua strada, invece di continuare l'attività di famiglia, ma rimase perplessa e stupita dell'improvvisa ascesa di Kale a CEO della loro azienda e dell'improvvisa scomparsa di sua madre, decidendo di indagare.

## Sviluppo
Hi-Fi Rush è stato annunciato il 25 gennaio 2023 nel corso dell'Xbox Developer Direct e distribuito il giorno stesso.